# Рогожино (Липецкая область)
Рогожино — село в Задонском районе Липецкой области России. Административный центр Рогожинского сельсовета.

## Географическое положение
Село расположено на Среднерусской возвышенности, в центральной части Липецкой области, в северо-восточной части Задонского района, к востоку от реки Дон. Расстояние до районного центра (города Задонска) — 18 км. Абсолютная высота — 189 метров над уровнем моря. Ближайшие населённые пункты — село Бутырки, село Верхний Студенец, село Донское, село Казино, село Никольское, деревня Казинка, село Черниговка, село Товаро-Никольское, деревня Дмитриевка, село Нечаевка. К северу от Рогожино проходит автотрасса Р119, а также участок пути Липецк — Елец Юго-Восточной железной дороги.

## Население
| 1859 | 1897 | 2010 |
| ---- | ---- | ---- |
| 495  | ↗985 | ↘457 |

По данным Всероссийской переписи, в 2010 году численность населения села составляла 457 человек (213 мужчин и 244 женщины).

## Инфраструктура
В селе функционируют средняя образовательная школа, муниципальное бюджетное учреждение культуры «Рогожинский центр культуры и досуга», фельдшерско-акушерский пункт и отделение почтовой связи.

## Улицы
Уличная сеть села состоит из 5 улиц.

## Достопримечательности
В селе расположен действующий православный храм во имя Михаила Архангела, возведённый в 1809 году. В этом храме, в период с 1897 по 1929 годы, служил иерей Александр Яковлевич Вислянский, который в 2000 году был прославлен Архиерейским Собором Русской православной церкви в лике священномученика.